# Rolf Buchholz

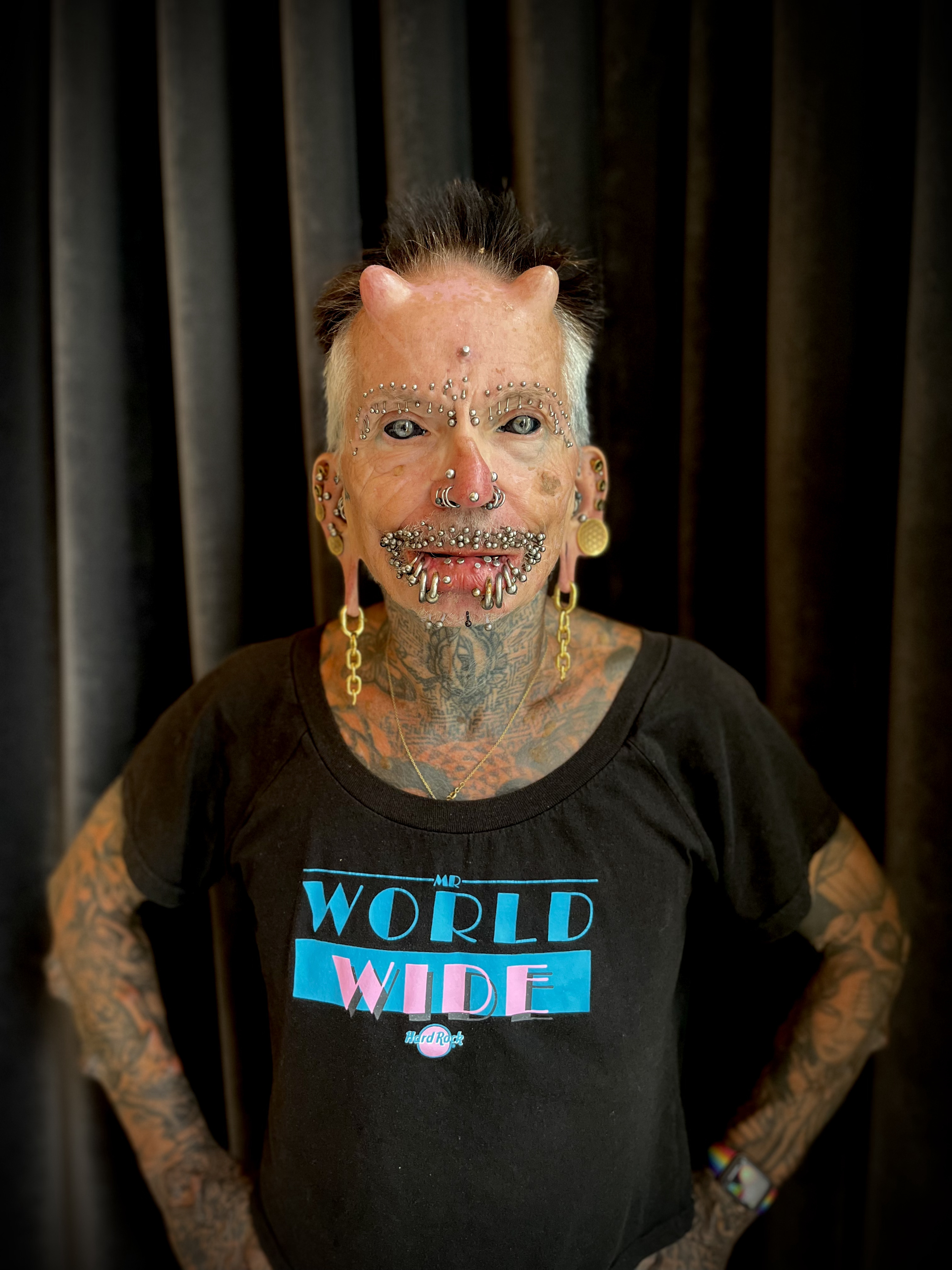
Rolf Buchholz auf der BMX Berlin 2024

Rolf Buchholz (* 1959) ist mit 561 Körperpiercings am ganzen Körper der nach Guinness World Records am meisten gepiercte Mann der Welt.

## Leben
Rolf Buchholz ist Diplom-Informatiker und lebt in Dortmund. Er entdeckte die Welt des Piercings im Jahr 1999. Buchholz trägt insgesamt 561 Piercings an verschiedenen Stellen seines Körpers, viele davon im Gesicht und an den Genitalien, und wurde damit 2012 und auch 2019 in das Guinness-Buch eingetragen.  Es handelt sich um 170 Piercings im Gesicht, darunter 94 an der Lippe, 25 an den Augenbrauen, 8 in der Nase und 278 im Genitalbereich. Zusätzlich erhielt er auch zwei Implante in Form von falschen Hörnern auf der Stirn und trägt sogenannte Body-Suspensions. Er trägt zudem in den Fingerspitzen transdermale Implantate und die Zunge ist gespalten. Buchholz hat auch eine Leidenschaft für Tätowierungen, die seinen gesamten Oberkörper und seine Gliedmaßen bedecken.

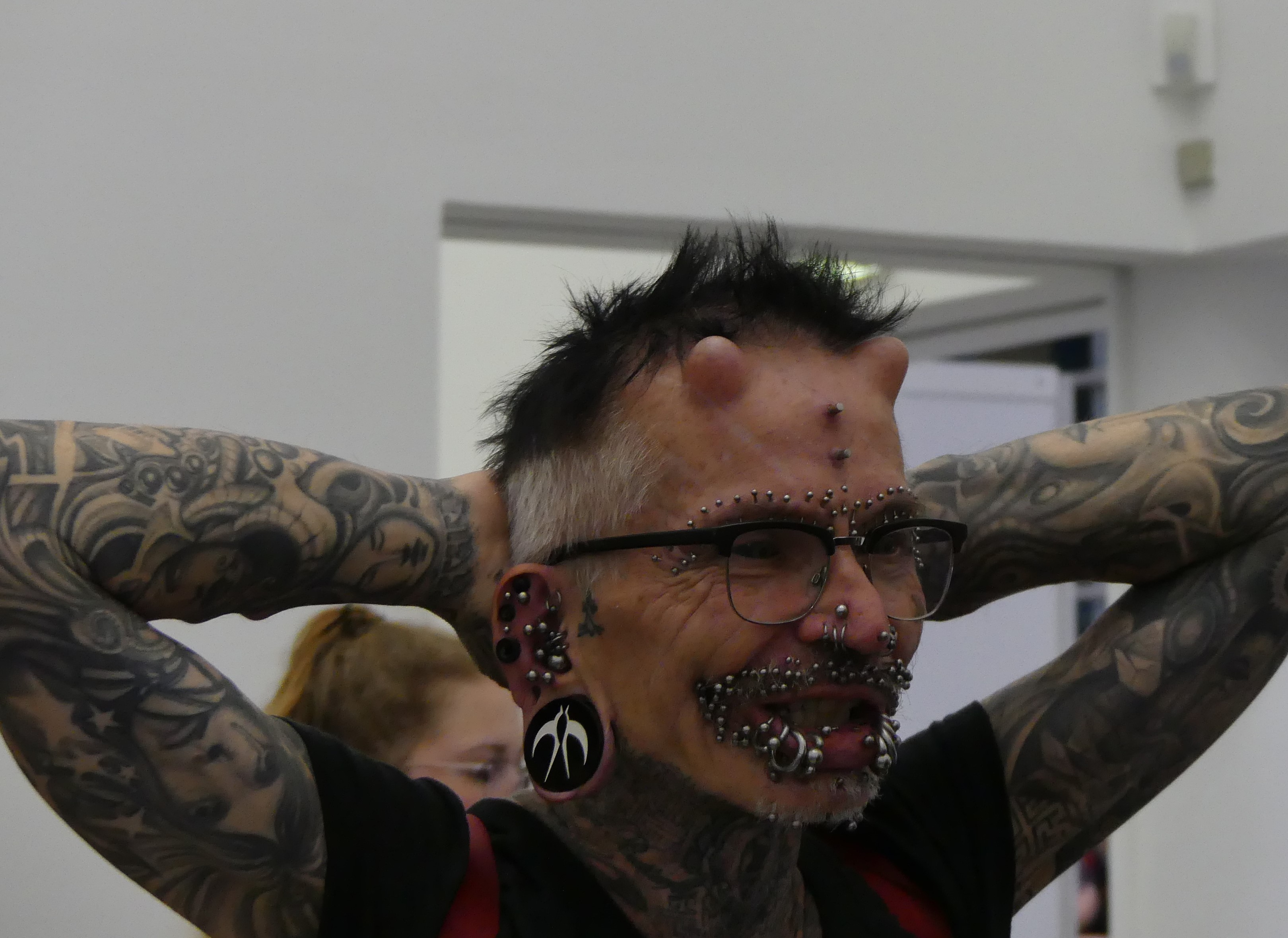
Rolf Buchholz auf der Tattoomenta in Kassel 2018

## Trivia
Buchholz tritt gelegentlich bei Events und in Clubs auf. Im Jahr 2014 wollte er in einem Luxushotel in Dubai im Nachtclub Cirque le Soir auftreten, jedoch verweigerte man ihm die Einreise; laut Buchholz hätten die Beamten sich gesorgt, er treibe Schwarze Magie.